# Suso Vaamonde
Jesús Vaamonde Polo, más conocido como Suso Vaamonde (Puentecaldelas, 20 de diciembre de 1950 - Vigo, 16 de febrero de 2000) fue un cantautor gallego.
Compositor desde los dieciséis años, comenzó a darse a conocer en la antigua Asociación Cultural de Vigo. De esta forma, entró desde joven en contacto con la movida roquera en Vigo, lo que lo llevó a formar parte de los grupos musicales Os Copens y Marco Balorento, este último hacia 1966, y con el que gana su primer premio en un festival organizado por una emisora de radio de la ciudad. De ahí pasa al movimiento Voces Ceibes a principios de la década de 1970, dejando un poco de lado su labor de letrista para, acompañado de su inseparable guitarra, poner voz y música a los poemas gallegos.
Tanto aquí como en su posterior carrera en solitario, su trabajo de cantautor giró sobre un triple pensamiento: defensa de un pueblo, de una tierra y de una lengua. Así, en junio de 1979, dio en la pontevedresa plaza de la Ferreiría en un recital antinuclear. Allí, dejándose llevar por el fervor del directo, decidió añadir una estrofa más al popular "Uah!", que rezaba así:

Cando me falan de España

sempre teño unha disputa

que se España é miña mai

eu son un fillo de puta.

Cuándo me hablan de España

siempre tengo una disputa

que si España es mi madre

yo soy un hijo de puta.

Estas manifestaciones fueron consideradas "injurias a la Patria con publicidad" y fue condenado en noviembre de 1980 a seis años y un día de prisión. Suso Vaamonde optó por exiliarse, viajando por Londres y Alemania, estableciéndose finalmente en la capital venezolana, Caracas. En estos cuatro años fuera de Galicia recibió apoyos desde muchos países, pero especialmente de Portugal, a través de artistas que le prestaron su solidaridad: Zeca Afonso, José Mário Branco, Fausto, Adriano Correia de Oliveira..., personalidades de la canción con las que Suso Vaamonde compartió muchas veces escenario.
En 1984 decidió volver y entregarse, esperando que el nuevo gobierno socialista revisase las condenas derivadas de viejos rencores e injusticias del régimen anterior. Después de 46 días en la cárcel de Orense, lo que le llevó a ser considerado el primer preso político de la restablecida democracia española[cita requerida], un indulto lo liberó definitivamente: es posible que en ello influyera la propia petición de revisión de condena que Suso Vaamonde había hecho al entonces presidente Felipe González. Sin embargo, fue su antiguo compañero de Voces Ceibes, Xaime Barreiro Gil (Chuspe), quien mayor presión hizo en su condición de senador socialista. Una vez indultado, ofreció un recital en la cárcel orensana donde había estado recluido. 
De esta etapa es necesario resaltar que, pese sus fuertes convicciones nacionalistas de izquierdas, Suso Vaamonde, como cantautor, no estaba ligado sigla política alguna (ningún partido denunció la condena que sufrió). Posteriormente a estos duros años, comenzó una gira por todos los escenarios de fuera y dentro de España dónde hubiera algo que reivindicar.
En los últimos años, su trabajo se centró en la producción de diferentes artistas y grupos musicales, a través de su propio sello discográfico, Trebón. Con esta creación consiguió un importante objetivo: lanzar nuevos valores y ayudar a la creación musical gallega en diferentes estilos (corales, bandas de música, rock,...), si bien esto ya lo había hecho siempre, empujando a la formación de grupos tan afamados como A Roda (en el que coincidió con su hermano Luis).
El 12 de noviembre de 1999 recibió un homenaje en Salvatierra de Miño, en un acto celebrado por la Sociedade Cultural e Recreativa do Condado, en agradecimiento y reconocimiento a su labor y trayectoria. 
Ese verano se le había detectado un cáncer. Poco después dio su último recital, en honor a su amigo y entonces alcalde de Moraña, José Eiras, que se jubilaba como maestro.
Al homenaje asistieron unas 3.000 personas. Allí se encontraban una gran cantidad de artistas gallegos: A Quenlla, Muxicas, Bieito Romero (Luar na Lubre), Emilio Cao, Uxía Senlle, Tino Baz, Saraibas, As Cantareiras do Berbés, María Manuela, A Roda, Treixadura... El acto comenzó a las 22 horas y a las 5 de la madrugada aun había artistas tocando. Aquel día Suso Vaamonde también quiso subir al escenario y agradecer aquella celebración, pero no pudo cantar.
La «persona más representativa en la historia de la música de nuestro país», en palabras del poeta Manuel María, murió el 16 de febrero de 2000, en la Clínica Fátima de Vigo. Su muerte tuvo en medios de comunicación una repercusión de la que, sin embargo, habían carecido sus canciones. El funeral se llevó a cabo en la Iglesia de los Jesuitas, dónde había estudiado desde los once años: funeral destacable porque incluso en esta triste ceremonia sonaron sus canciones en voces de compañeros y de su hermano Luis.
El 19 de febrero de 2000 se llevó a cabo un homenaje junto al río Oitavén, dónde se esparcieron sus cenizas, tal y como él había pedido. Allí se reunieron representantes de la vida cultural y política gallegas, además de gente del pueblo. Allí interpretaron canciones que Suso Vaamonde popularizara, grupos como A Quenlla, A Roda, Pilocha o Tino Baz, y recitaron poemas diferentes escritores presentes, como Méndez Ferrín o Bernardino Graña. También se leyeron escritos redactados especialmente para este homenaje, por poetas como Álvarez Cáccamo y Manuel María.
- Datos: Q9080739